# Louky pod Palcířem
Louky pod Palcířem jsou přírodní památka v Plzeňském kraji v okrese Rokycany. Nachází se v katastrálním území Skořice v Brdech, asi dva kilometry východně od Skořic na úpatí vrchu Palcíř. Důvodem ochrany jsou dvě vzájemně oddělené vlhké louky s výskytem chráněných druhů rostlin, ke kterým patří prstnatec májový nebo upolín nejvyšší.

## Historie
Louky, které jsou předmětem ochrany, existovaly už v devatenáctém století a jsou zakresleny v mapách stabilního katastru. Lokalita byla do roku 2015 součástí vojenského újezdu Brdy, díky čemuž nebyla ovlivněna intenzifikací zemědělství ani nedocházelo k jejím změnám v důsledku rekreačních aktivit. Od 1. ledna 2016 je území součástí třetí ochranné zóny chráněné krajinné oblasti Brdy.
Chráněné území vyhlásila Agentura ochrany přírody a krajiny ČR s účinností ode dne 9. října 2020. Přírodní památka je v Ústředním seznamu ochrany přírody evidována pod číslem 6216.

## Přírodní poměry
Chráněné území měří 2,14 hektaru a nachází se v nadmořské výšce 618–647 metrů v katastrálním území Skořice v Brdech. Předmětem ochrany je dvojice vzájemně oddělených extenzivně obhospodařovaných vlhkých luk s neupraveným vodním režimem, které tvoří 67 % rozlohy území. Louky přechází do ekosystémů tužebníkových lad a pramenišť. Cílem ochrany je zachování stavu, který umožňuje výskyt chráněných druhů rostlin.
Mírně svažité louky leží na severozápadním úpatí Palcíře, který je součástí geomorfologického celku Brdská vrchovina, podcelku Brdy a okrsku Třemšínská vrchovina. Geologické podloží tvoří neoproterozoické droby. Z půdních typů se podle půdní mapy na západněji položené louce vyvinul pseudoglej modální, zatímco ve východní části kambizem modální. Pravděpodobnější je však výsky glejů. Voda z luk stéká do bezejmenného přítoku Skořického potoka, a přírodní památka tak patří k povodí Berounky. V biogeografickém členění Česka je chráněné území součástí Brdského bioregionu.
V rámci Quittovy klasifikace podnebí Louky pod Palcířem leží v mírně teplé oblasti MT3, pro kterou jsou typické průměrné teploty −3 až −4 °C v lednu a 16–17 °C v červenci. Roční úhrn srážek dosahuje 600–750 milimetrů, počet letních dnů je 20–30, počet mrazových dnů se pohybuje od 130 do 160 a sněhová pokrývka zde leží 60–100 dnů v roce.
V chráněném území se vytvořila mozaika vlhkých pcháčových luk, tužebníkových lad a pramenišť obklopených smrkovým lesem. Na rozhraní pcháčových luk a tužebníkových lad byl při botanické inventarizaci zaznamenán středně ohrožený kosatec sibiřský (Iris siberica) v počtu deseti trsů s potenciálem k většímu rozšíření. Z ohrožených druhů na loukách roste prstnatec májový (Dactylorhiza majalis), upolín nejvyšší (Trollius altissimus) a hadilka obecná (Ophioglossum vulgatum). Roztroušeně po celé ploše pcháčových luk roste téměř ohrožená ostřice Hartmanova (Carex hartmanii), na sušších místech rozchodník nachový (Hylotelephium telephium) a u náletových olšin mokrýš vstřícnolistý (Chrysosplenium oppositifolium).
Ze živočichů není na ekosystém luk navázán žádný vzácný nebo zvláště chráněný druh, ale v okolí (tak jako v celé chráněné krajinné oblasti) se vyskytují ještěrka živorodá (Zootoca vivipara), ropucha obecná (Bufo bufo) nebo slepýš křehký (Anguis fragilis).

## Přístup
Území je volně přístupné, ale nevede k němu žádná turisticky značená trasa. Podél jižního okraje východní louky vede účelová komunikace, po které je značena cyklotrasa č. 2252 od Skořic k zámečku Tři Trubky.